# Cophixalus kulakula
Cophixalus kulakula é uma espécie de anfíbio anuro da família Microhylidae. Está presente na Austrália. A UICN classificou-a como deficiente de dados.